# Orcera (kommunhuvudort)
Orcera är en kommunhuvudort i Spanien.   Den ligger i provinsen Provincia de Jaén och regionen Andalusien, i den centrala delen av landet, 250 km söder om huvudstaden Madrid. Orcera ligger 759 meter över havet och antalet invånare är 2 116.
Terrängen runt Orcera är lite bergig. Runt Orcera är det glesbefolkat, med 8 invånare per kvadratkilometer. Närmaste större samhälle är La Puerta de Segura, 7,6 km nordväst om Orcera. 